# توم نيلسون (لاعب هوكي جليد)
توم نيلسون (بالسويدية: Tom Nilsson)‏ هو لاعب هوكي جليد سويدي، ولد في 19 أغسطس 1993 في Tyresö Municipality ‏ في السويد.

## وصلات خارجية
- توم نيلسون على موقع دوري الهوكي الوطني (الإنجليزية)
- توم نيلسون على موقع EliteProspects.com (الإنجليزية)
- توم نيلسون على موقع Eurohockey.com (الإنجليزية)
- توم نيلسون على موقع HockeyDB.com (الإنجليزية)